# Stade Trud
Le stade Trud (en russe : Стадион Труд) est un stade multisport de 3 000 places situé à Krasnodar, en Russie.

## Histoire
Le stade est inauguré en 1958. Il est situé à proximité du fleuve Kouban, dans le district de Zapadnyy. Plusieurs sports sont représentés au sein du complexe : rugby, athlétisme, football, basket-ball, handball, beach-volley et tennis. 
Le stade est utilisé par le Bogatyrs Krasnodar pour ses matchs à domicile, ainsi que par le FC Kubanochka. 